# Sainte-Mère
 Sainte-Mère  là một xã của tỉnh Gers, thuộc vùng Occitanie, tây nam nước Pháp.